# 加布里埃拉·德勒戈伊
加布里埃拉·德勒戈伊（羅馬尼亞語：Gabriela Drăgoi，1992年8月28日—）生于布泽乌，是一名罗马尼亚女子竞技体操运动员。她曾参加2008年夏季奥林匹克运动会，在体操女子团体项目上摘得一枚铜牌。